# جایزه یحیی
جایزه یحیی جایزه سالانه‌ای ویژه تقدیر از محیط‌بانان سازمان حفاظت محیط زیست ایران است، این جایزه به ابتکار و همت دو هنرمند عضو انجمن، مجتبی رمزی و پریدخت مشگ‌زاد در دل انجمن یوزپلنگ ایرانی شکل گرفت؛ در راستای برنامه‌های حمایتی انجمن از محیط بانان، دبیرخانه‌ای دایمی برای پیگیری روند جایزه یحیی تشکیل شد. حامیان رسانه‌ای و داوران این مسابقه نیز از فعالان محیط زیست کشور هستند که به‌صورت داوطلبانه در روند اهدای این جایزه با دبیرخانه همکاری می‌کنند. این جایزه به یاد یحیی شاه کوه محلی، «جایزه یحیی» نام گرفته است. هدف از این جایزه، تجلیل از محیط‌بانانی است که تلاش‌های چشم‌گیری در زمینه حفاظت از عرصه‌های تنوع زیستی در حوزه‌های محل خدمت خود داشته‌اند.
یحیی شاهکوه محلی از محیط‌بانان فعال سازمان حفاظت محیط زیست در استان‌های سمنان، گلستان و مازندران بود که در سال ۱۳۸۵ در استان مازندران در درگیری با شکارچیان غیرمجاز کشته شد.
نخستین دوره این جایزه در سال ۱۳۹۳ در دانشگاه محیط زیست کرج برگزار شد و تعداد پنج نفر از محیط‌بانانی که طی سال ۱۳۹۲ در درگیری با شکارچیان غیرمجاز دچار صدمات جدی جسمی شده بودند برگزیده شده و طی مراسمی با حضور مدیران و معاونان سازمان حفاظت محیط زیست جوایز خود را دریافت کردند.
دومین دوره جایزه یحیی نیز در سال ۱۳۹۴ با مشارکت انجمن یوزپلنگ ایرانی، دانشگاه محیط زیست، دیده‌بان محیط زیست و حیات وحش ایران (iew)، پایگاه خبری تحلیلی زیست‌بوم، موزه عزت‌الله انتظامی و مؤسسه تصویر حیات وحش در محل خانه موزه عزت‌الله انتظامی برگزار و به محیط‌بانان نمونه اهدا شد.

## برندگان

### سال اول[۷]
1. کهگیلویه و بویراحمد: علی افشار
2. لرستان:زین العابدین سپهوند
3. اصفهان: اسماعیل افشاری
4. گلستان: مهدی مجنی پور
5. گلستان: محمد تمسکنی

### سال دوم[۸]
1. لرستان: اسماعیل رحیمیان
2. اصفهان: محمدرضا حلوانی
3. آذربایجان غربی: مرتضی داوودی
4. کرمانشاه: رسول بابایی
5. کهگیلویه و بویر احمد:عبدالکریم مهار
6. کهگیلویه و بویر احمد: هدایت‌الله دیده‌بان

### سال سوم[۹]
1. خراسان رضوی: مدثر تیموری
2. خراسان رضوی: موسی غلامزاده
3. مازندران: علی کلانه

### سال چهارم[۱۰]
1. گیلان: غلامرضا محمد زاده
2. خراسان رضوی: محسن دلیر
3. خراسان رضوی: مدثر تیموری